# Йожин з бажин
«Йожин з бажин» (чеськ. Jožin z bažin, «Йожин з боліт», «Йожин з багнищ») — пісня, написана Іваном Младеком і виконана його гуртом «Banjo Band» в 1978 році. Запис пісні було показано того ж року на одному з чеських телеканалів.
Пісня є пародією на середньовічні казки, де відважний лицар рятує віддалене королівство, яке тероризує жахливе чудовисько, одружується з принцесою і отримує в нагороду пів королівства. Сюжет цієї пісні розповідає про чоловіка, який проїжджаючи чеським регіоном Моравія на автомобілі Škoda 100, натрапляє на село, яке тероризує чудовисько на ім'я Йожин, що поїдає переважно туристів з Праги. Голова місцевого колгоспу (чеською: JZD) обіцяє половину колгоспу і руку своєї дочки, якщо чоловік переможе монстра. Чоловік просить літак-обприскувач, єдину відому зброю проти монстра, ловить Йожина, а потім вирішує просто продати його до зоопарку.
У 2008 році пісня стала популярна в Польщі й Угорщині, протягом кількох місяців трималася в топах місцевих радіостанцій. Відеокліп «Йожин з бажин» став інтернет-мемом в Україні, Польщі, Росії, Угорщині й Австрії. З січня 2008 року його передивилися кілька мільйонів користувачів мережі інтернет. Створено й розміщено в мережі декілька пародій і реміксів кліпу. Між тим, у самій Чехії популярність Івана Младека й гурту «Banjo Band» не припинялася — музики видають диски-антології й виступають з концертами.

## Оригінал (чеський)

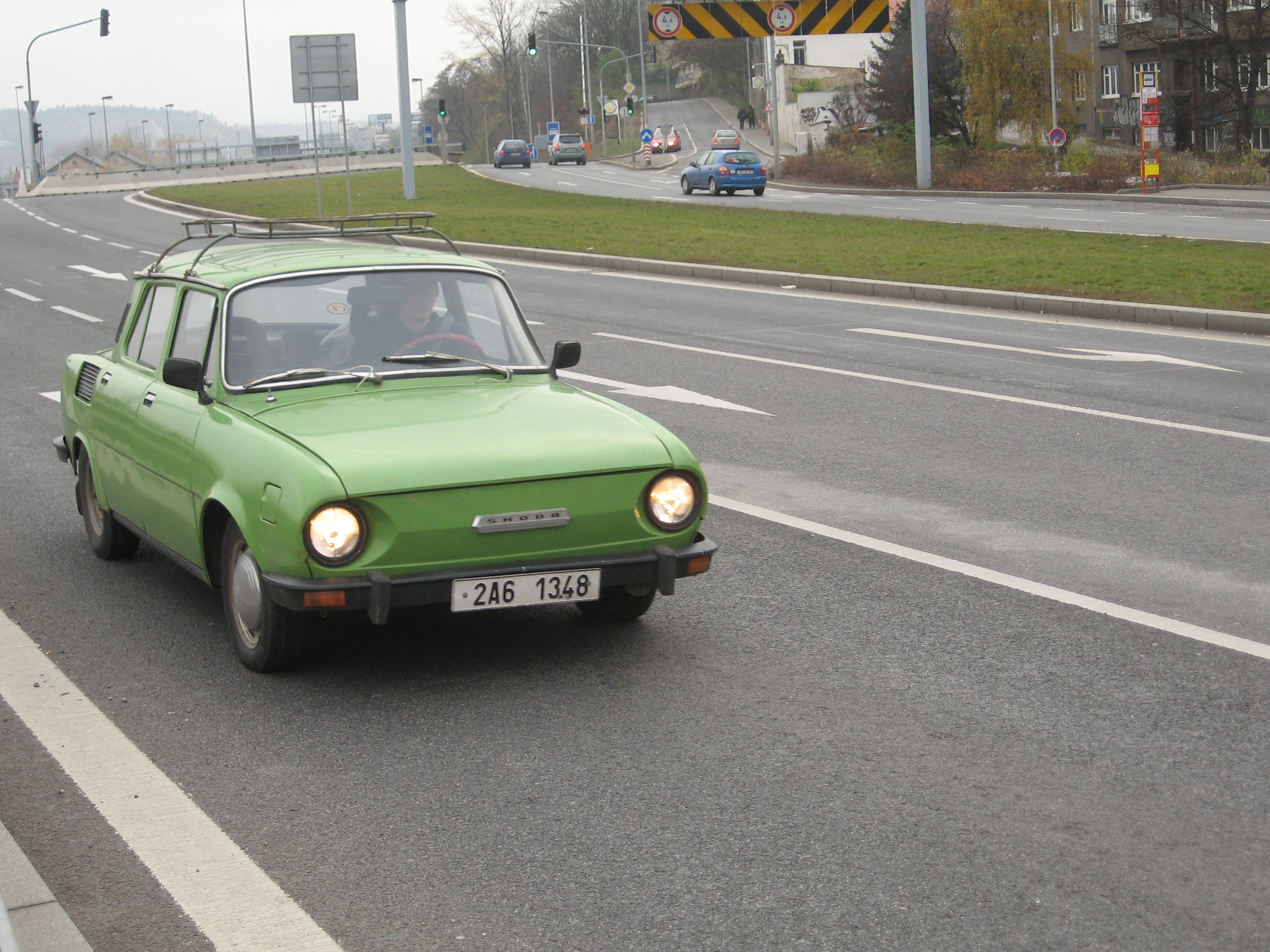
Шкода-100

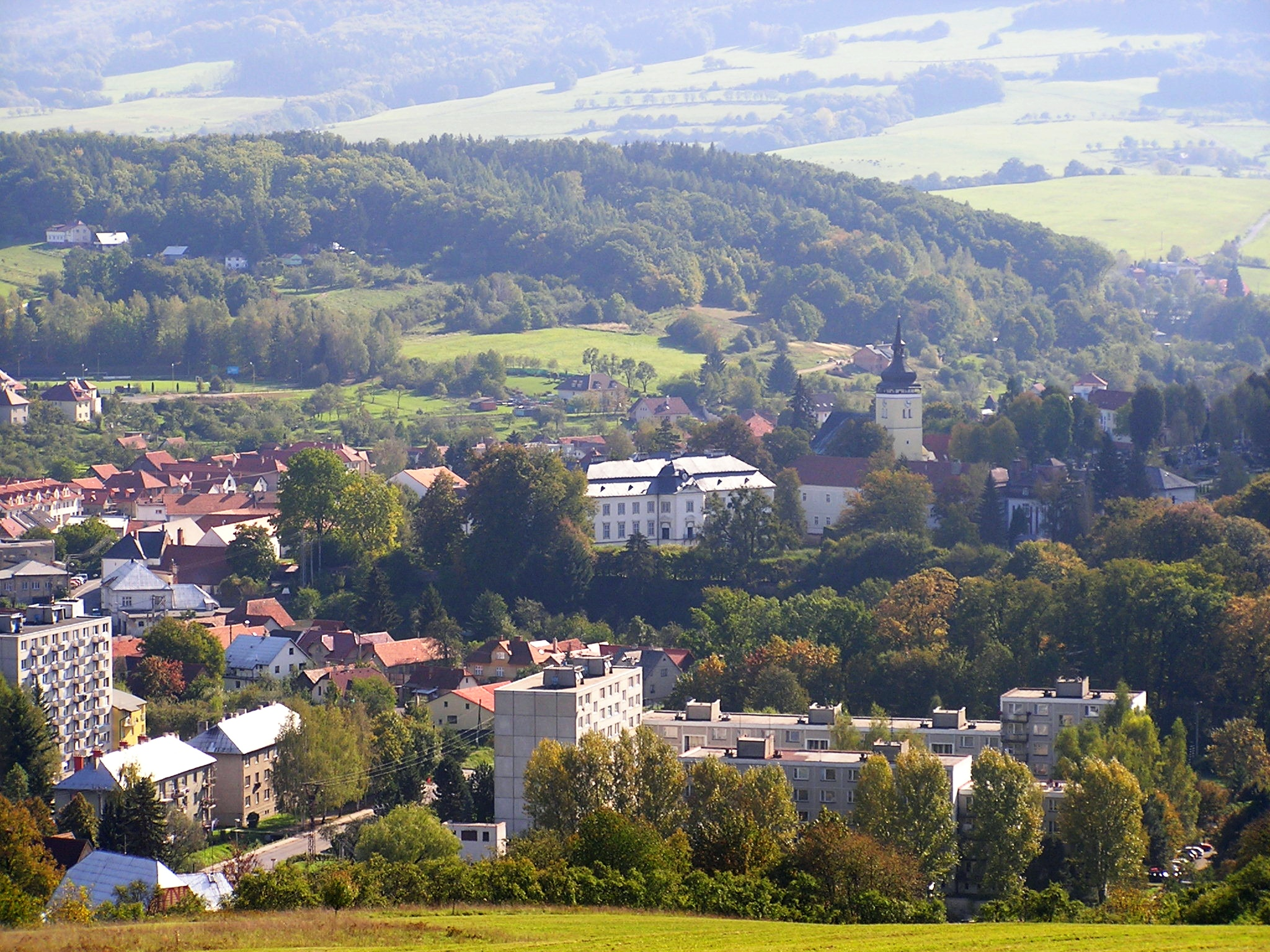
Візовіце

Jedu takhle tábořit škodou sto na Oravu.
Spěchám, proto riskuji, projíždím přes Moravu.
Řádí tam to strašidlo, vystupuje z bažin,
žere hlavně Pražáky, jmenuje se Jožin.
Jožin z bažin močálem se plíží,
Jožin z bažin k vesnici se blíží,
Jožin z bažin už si zuby brousí,
Jožin z bažin kouše, saje, rdousí.
Na Jožina z bažin, koho by to napadlo,
platí jen a pouze práškovací letadlo.
Projížděl jsem dědinou cestou na Vizovice.
Přivítal mě předseda, řek mi u slivovice:
«Živého či mrtvého Jožina kdo přivede,
tomu já dám za ženu dceru a půl JZD.»
Jožin z bažin… itd.
Říkám: «Dej mi předsedo letadlo a prášek,
Jožina ti přivedu, nevidím v tom háček.»
Předseda mi vyhověl, ráno jsem se vznesl,
na Jožina z letadla prášek pěkně klesl.
Jožin z bažin už je celý bílý,
Jožin z bažin z močálu ven pílí,
Jožin z bažin dostal se na kámen,
Jožin z bažin tady je s ním amen.
Jožina jsem dohnal, už ho držím, johohó,
dobré každé lóvé, prodám já ho do ZOO.

## Кавер-версії
У 2015 році український гурт ТіК в альбомі «Люби ти Україну» випустив пісню «Сірожа з Ружина» що за змістом та мелодикою дуже близька до пісні «Йожин з бажин».
Фактично замінено тільки ім'я (Йожин з боліт на Сірожа з Ружина), та чеські топоніми на українські, також наприкінці пісні Сірожу не продають в зоопарк а «роблять» депутатом.
Учасники гурту Metallica виконали свою версію пісні «Jožin z bažin» на концерті, що відбувся 2 квітня 2018 року на Празькій O2 Arena. Цю пісню було представлено фронтменом гурту Metallica Джеймсом Гетфілдом як «місцеву особливість» (або «місцевий колорит»). Присутні в залі глядачі активно підспівували.